# Lowesville
Lowesville è un census-designated place (CDP) degli Stati Uniti d'America, situato nello stato della Carolina del Nord, nella contea di Lincoln. Secondo il censimento del 2020 gli abitanti di Lowesville ammontavano a 3 281.